# 貝虫
貝虫（かいむし、学名: Ostracoda）または貝虫類（かいむしるい）は、甲殻類を大きく分けた節足動物の分類群の1つ。分類学上は貝虫綱とされる。貝形虫、カイミジンコ類などとも呼ばれ、カイミジンコ、ウミホタルなどが含まれる。全身が二枚貝のような殻で覆われ、一般に約1mmの小型甲殻類である。
外見的には同じ甲殻類のミジンコ類とカイエビ類に似ているが、これらは鰓脚類で、甲殻類の中で貝虫類とは別系統である。

## 概論
貝虫類は外見的には二枚貝類のように、左右に分かれた殻に全身が包まれ、附属肢の一部以外はその外に出てこない。その点で、カイエビ類や様々なカンブリア紀の化石節足動物に似たものが多く、特に後者は貝虫類と誤解釈されることもあった。またそのために体制や構造がわかりにくいが、中の本体は体節の癒合が激しいため、実は殻をあけてもわかりにくい。
見かけではミジンコ類に形と大きさが似るため、淡水産のものはカイミジンコと呼ばれる。ただし一般にミジンコ類が浮遊的な遊泳に特化しているのに対して、カイミジンコ類は匍匐的に底生生活的な活動が可能になっている。

## 特徴

### 外部形態
深海には30mmに達するものも知られるが、一般的には0.5–2mm程度の小型の甲殻類である。
外面は完全に二枚の殻に覆われる。これは左右に分かれた背甲で、二枚貝の殻のように開閉できる。殻の背面には蝶番状の関節がある。原始的とされるパレオピコダ目では、背甲は完全には分離せず、その幼生では背甲が一枚になっている。殻は程度の差はあるが石灰化している。表面は滑らかなもの、様々な突起や凹凸を持つものと様々である。
それ以外の外部形態は殻の中にあってなかなか見ることが出来ない。安易に殻をあけても、殻と体が癒合しているため、細部の区別が難しい。区別できるのは、頭部と、胴部・尾部くらいである。胴部の体節構造が不明瞭であり、ポドコパ類は最多11節、ミオドコパ類は最多7節の胴節が確認できる。

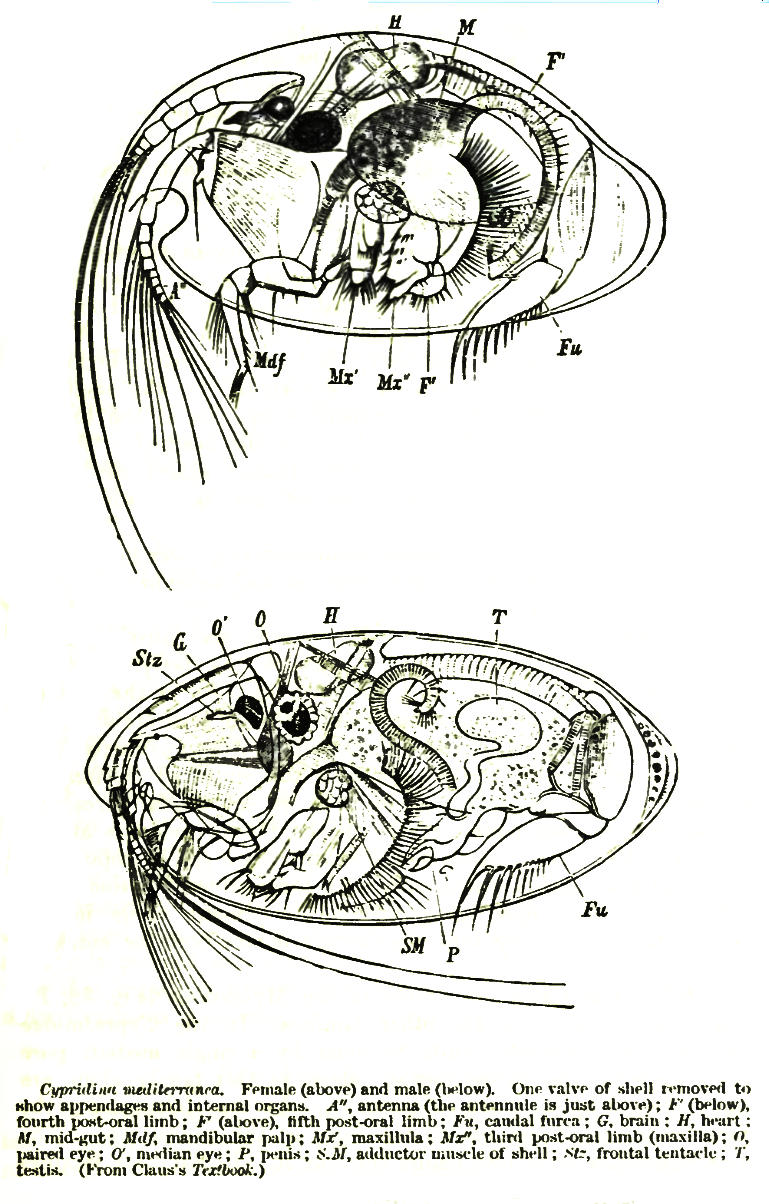
殻の内側の構造

頭部にはノープリウス眼があり、複眼を持つものは少ない。第1触角は分枝がなく、第2触角は二叉型。これらは感覚器だけでなく、群によって遊泳用や這う、掘るなどの機能を持ち、その形も様々である。それより後方、胴部の下面には大顎・小顎といくつかの附属肢、あるいはそれに由来する構造があるが、それらが何に相当するのかについては議論があり、意見の一致を見ていない。それらは殻から出て活動に使われるものもあるが、殻の中にあって掃除に使われるものや、性的役割を担う例もある。胴部の後端からは尾部が伸び、その先端は葉状肢となっている。この部分は前後にうごかすことが出来て、殻の外に出て蹴るように使える。

### 内部構造
消化管は、口・食道・中腸・終腸・肛門が区別できる。また肝脾嚢がよく発達する。
消化管の背面側に心臓があるが、淡水産の種では欠くことが多い。
特にはっきり区別できる鰓はない。附属肢に薄膜状の外肢があって、これがその役割を担うと見られるものもあるが、多くは体表で呼吸が行われる。
また、二枚貝類の貝柱に似た、閉殻筋があって、左右の殻を閉じるのに使われる。

### 発生
ポドコパ類では、多くのものが卵を体外に産み落とす。そこから孵化した幼生は、外部を二枚の殻で覆われているが、その内部には第一、第二触角と大顎を持ち、ノープリウス幼生に相当すると考えられている。多くのものでは、このあと次第に附属肢を追加しながら八回の脱皮を行い、成体になる。
ミオドコパ類の場合、胴部の後方に当たる貝殻内に卵は保護され、ここで孵化する。最初の幼生は第五肢までを持つ成体に似た姿で、その後少数回の脱皮を経て成体となる。

### 分布と生息環境
世界に広く分布し、淡水から海水に生息する。現生種では淡水域に生息するものの方が多い。深海に生息するものもいる。陸上でも、水を多く含むコケの間に生息するものもある。
一部はプランクトンとして浮遊生活するが、多くは底生に近く、水中を遊泳することも出来て、しかし基盤の上を這い回ることも出来る。水中の懸濁物を食うものから、水底の動物遺体や植物遺体を食うものまで、様々な食性のものがある。淡水中では死んだ魚などに群がる姿がよく見かけられるし、ウミホタルは魚の切り身で採集できる。なお、中生代にアンモナイトの死んだ軟体部に集まって食っていた様子と思われる化石も発見されている。

## 化石

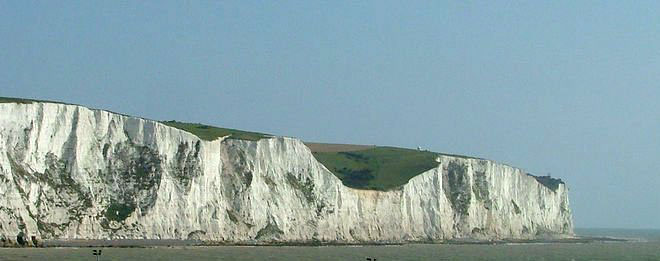
ポドコパの殻の化石でできたドーバー崖。

貝虫類の化石は微化石として多産し、確定的な最古のものは古生代のオルドビス紀（約4億5,000万年前）まで遡る。かつて、カンブリア紀（約5億年前）に生息したブラドリア類（ブラドリア、クンミンゲラなど）は二枚貝状の殻の類似から、古典的に最古級の貝虫類と解釈されたが、後に明らかに別系統な（貝虫類どころか、甲殻類ですらない）本体構造が判明し、貝虫類として認められなくなっている。
ポドコパは殻が発達しているために化石も多く、微化石としてよく研究され、現在知られている化石種の数は、現生種を大きく上回る。個体密度も高かったため、しばしば化石が石灰岩の地層を形成する。ただし、ウミホタルに代表されるミオドコパの殻は柔らかいため、化石は少ない。

## 人間との関わり
生体と人間との間には、実用的な利害関係はほとんど存在しない。淡水産のカイミジンコは金魚のエサとしても、殻が固くて好まれない。
ポドコパの化石からなる石灰岩層は、直接に石灰石資源にもなるが、しばしば地下に油田が眠っているため、化石貝虫の研究者には油田産業関係者が多い。ただし、地下探査技術の進歩により、化石貝虫の重要性は下がりつつある。
ウミホタルは発光が美しいとして観光資源となり、また発光生物のモデル生物としてよく研究された。

## 分類
分子系統解析では、貝虫類は現生甲殻類の中でウオヤドリエビ類（鰓尾類+シタムシ類）やヒゲエビ類と単系統群（貧甲殻類 Oligostraca）をなしている。汎甲殻類（甲殻類+六脚類）の中で、貧甲殻類は基盤的で、多甲殻類（軟甲類+鞘甲類+カイアシ類）と異エビ類（カシラエビ類+鰓脚類+ムカデエビ類+六脚類）を含んだ単系統群（Altocrustacea）の姉妹群とされている。

### 下位分類
現生種は世界で約5,000種、化石種を合わせると13,000種が知られている。日本からは現生種・化石種を合わせて366種が知られているが、研究が十分に進んでいるとは言えず、1990年代現在も新種発見が続いている。
- †ブラドリア目 Bradodiida (Archaeocopa)
- †レペルディチア目 Leperditicopida
- ミオドコパ Myodocopa Sars, 1866 （ウミホタル上目）
  - ミオドコピダ目 Myodocopida Sars, 1866 （筋柄類、ウミホタル目、Myodocopina）
    - ウミホタル亜目 Myodocopina Sars, 1866
      - Cylindroleberidoidea
      - ウミホタル上科 Cypridinoidea
      - Sarsielloidea

    - クアドコパ亜目 Cladocopina Sars, 1865
      - Polycopoidea

    - ハロキプリーナ亜目 Halocypridina Dana, 1853（枝柄亜目）
      - Halocypridoidea
      - Thaumatocypridoidea
- ポドコパ Podocopa Müller, 1894 （カイミジンコ上目）
  - †Metacopina
  - カイミジンコ目 Podocopida Sars, 1866 （節柄目）
    - Bairdiocopina Sars, 1865
      - Bairdioidea

    - Cypridocopina Jones, 1901
      - Cypridoidea
      - Macrocypridoidea
      - Pontocypridoidea

    - Cytherocopina baird, 1850
      - Cytheroidea
      - Bythocytheroidea
      - Terrestricytheroidea

    - Darwinulocopina Sohn, 1988
      - Darwinuloidea

    - Sigilliocopina Martens, 1992
      - Sigillioidea

  - 扁柄目 Platycopida Sars, 1866（プラチコパ目）
    - Cytherelloidea

  - パレオコーパ目 Palaeocopida Henningsmoen, 1953 (Kirkbycopida、ムカシカイムシ目)
    - Punctoidea

現生貝虫はミオドコパとポドコパの2上目（または亜綱）に分類される。形態の証拠はこれらが姉妹群であることを示唆するが、2000年代の分子系統解析によればおそらく姉妹群ではなく（つまり貝虫は単系統ではなく）、ポドコパはおそらく鰓尾類に近縁で、ミオドコパはカイアシ類に近縁だと示唆される。しかし2010年代以降の分子系統解析では、両群の姉妹群関係（すなわち貝虫類の単系統性）が再び支持を得られるようになっている。
ミオドコパとポドコパは伝統的には2目ずつの4目（または亜目）に分類されてきたが、ここでは Yamaguchi & Endo (2003)に従い、それとは異なる4目に分類した（ただし Kirkbycopida の名をより一般的な Palaeocopida に代えた）。亜目・上科はほぼ Martin & Davisによるが、Yamaguchi & Endo に従い Punctoidea を独立させた。
ミオドコパは伝統的にはミオドコピダ目と枝柄目 Halocyprida Dana, 1853（新分類のクアドコパ亜目とハロキプリーナ亜目）に分けられるが、枝柄目の単系統性は不確実で、側系統の可能性がある。枝柄目を2目に分割し計3目とする説もあるが、ここではこの3グループをミオドコピダ目にまとめ、その中の3亜目とする。
ポドコパは伝統的にはカイミジンコ目と広義の扁柄目（新分類の扁柄目とパレオコーパ目）に分けられていた。しかし扁柄目とパレオコーパ目の類縁性は薄い。扁柄目はカイミジンコ目と共に単系統をなし、おそらく側系統のカイミジンコ目に内包されるのに対し、パレオコーパ目を加えた単系統性は不確かである。